# Besta é Tu
"Besta é Tu" é uma famosa canção dos Novos Baianos gravada no segundo álbum do grupo, Acabou Chorare de 1972. É um samba rasgado cujo título alude ao nome pelo qual se conhece ainda hoje nos meios populares da Bahia um velho método de aprendizado de violão, cujo exercício inicial produz sons que, pela repetição, sugerem a onomatopeia "besta é tu/besta é tu". A letra dessa canção também foi considerada uma verdadeira representação de "desbunde" e uma convocação a abandonar velhos ideais e viver o mundo.

## Ficha técnica
Ficha dada por Maria Luiza Kfouri:
- Moraes Moreira: voz
- Baby Consuelo: maracas
- Dadi Carvalho: baixo elétrico
- Pepeu Gomes: craviola
- Paulinho Boca de Cantor: pandeiro
- Jorginho Gomes: cavaquinho